# Boissy-le-Cutté
Boissy-le-Cutté è un comune francese di 1 354 abitanti situato nel dipartimento dell'Essonne nella regione dell'Île-de-France.

## Società

### Evoluzione demografica
Abitanti censiti